# Гарньяно
Гарньяно (итал. Gargnano, ломб. Gargnà) — коммуна в Италии, в провинции Брешиа области Ломбардия.
Население составляет 3016 человек, плотность населения составляет 39 чел./км². Занимает площадь 78 км². Почтовый индекс — 25084. Телефонный код — 0365.
Покровителем коммуны почитается святитель Мартин Турский, празднование 11 ноября.